# Parque nacional Islas de la Bahía Keppel
Islas de la Bahía Keppel es el nombre de un parque nacional y de un parque científico en Queensland (Australia), ubicados respectivamente a 538 km y a 518 km al noroeste de Brisbane. Las islas se ubican en la Bahía de Keppel, frente a la costa de Yeppoon y de Parque Emu en la Costa de Capricornio.
Las Islas de la Bahía Keppel son un grupo de 18 islas pintorescas entre la Isla Curtis y la Isla Corio en las costas centrales de Queensland. La mayoría de estas islas formas parte del parque nacional. La Isla Keppel norte tiene una hermosa variedad de plantas que incluyen manglares, bosques de palmas, selva húmeda, terrenos de pastos y hasta zonas de dunas. Las aguas alrededor de las islas forman parte del Parque Marino Gran Barrera de Coral.
Las islas fueron habitadas desde hace 4500 años. De ello se encuentran rastros en la isla, generalmente cerca de las costas.
Las islas de la Bahía Keppel están a 15 km de la costa a partir de Yeppoon. Se puede acceder en bote privado o por taxi marino a partir de la marina de la Bahía Keppel.